# Hòa Nam, Ứng Hòa
Hòa Nam là một xã thuộc huyện Ứng Hòa, thành phố Hà Nội, Việt Nam.

## Địa lý
Xã Hòa Nam có diện tích 4,22 km², dân số năm 1999 là 9.863 người, mật độ dân số đạt 2.337 người/km².
Xã Hòa Nam cách thị trấn Vân Đình khoảng 8 Km theo quốc lộ 21B xuôi về phía cuối huyện. Hòa Nam là một trong những xã ven sông Đáy (chạy dài theo bờ đông, nằm sát và uốn mình theo sông Đáy). Xã có vị trí địa lý:
- Phía bắc giáp với xã Hòa Xá và xã Vạn Thái
- Phía tây giáp thị trấn Đại Nghĩa và xã Đại Hưng, đều thuộc huyện Mỹ Đức với ranh giới là sông Đáy
- Phía nam giáp với xã Hòa Phú
- Phía đông giáp xã Hòa Lâm.

## Hành chính
Xã Hòa Nam chia thành 3 thôn là: Nam Dương, Đinh Xuyên, Dư Xá Thượng.

## Giao thông
Các tuyến, hệ thống giao thông quan trọng đi qua xã Hòa Nam:
- Quốc lộ 21B: đi Ba La, Thạch Bích, Bình Đà, Kim Bài, Chuông, Vác, Quán Tròn, Bạt, Vân Đình, chợ Dầu, chợ Quế...
- Tỉnh lộ 424: đi Tế Tiêu, hồ Quán Sơn, Lương Sơn...
- Đường sông: xã nằm bên bờ tả ngạn sông Đáy
- Hệ thống xe buýt: 78, 103A, 103B, 215.

## Kinh tế
Ở Hòa Nam ngoài Nông nghiệp trồng lúa ra, trước đây thôn Đinh Xuyên có nghề khâu nón lá, Dư Xá Thượng có nghề trồng rau (trồng màu) và kiếm cá (đánh dậm), Nam Dương có nghề xay xát (hàng xáo). Nhưng tới nay các nghề trên về mặt cơ bản không còn tồn tại. Nguồn thu nhập chính ở xã hiện nay là thương mại, kinh doanh dịch vụ. Nhóm thương mại, dịch vụ phát triển nhất là ở thôn Đinh Xuyên và dọc tuyến quốc lộ 21B. Trong xã đã bắt đầu xuất hiện các hộ cá thể mở các doanh nghiệp, có quy mô đầu tư lớn ra ngoài địa bàn.

## Văn hóa

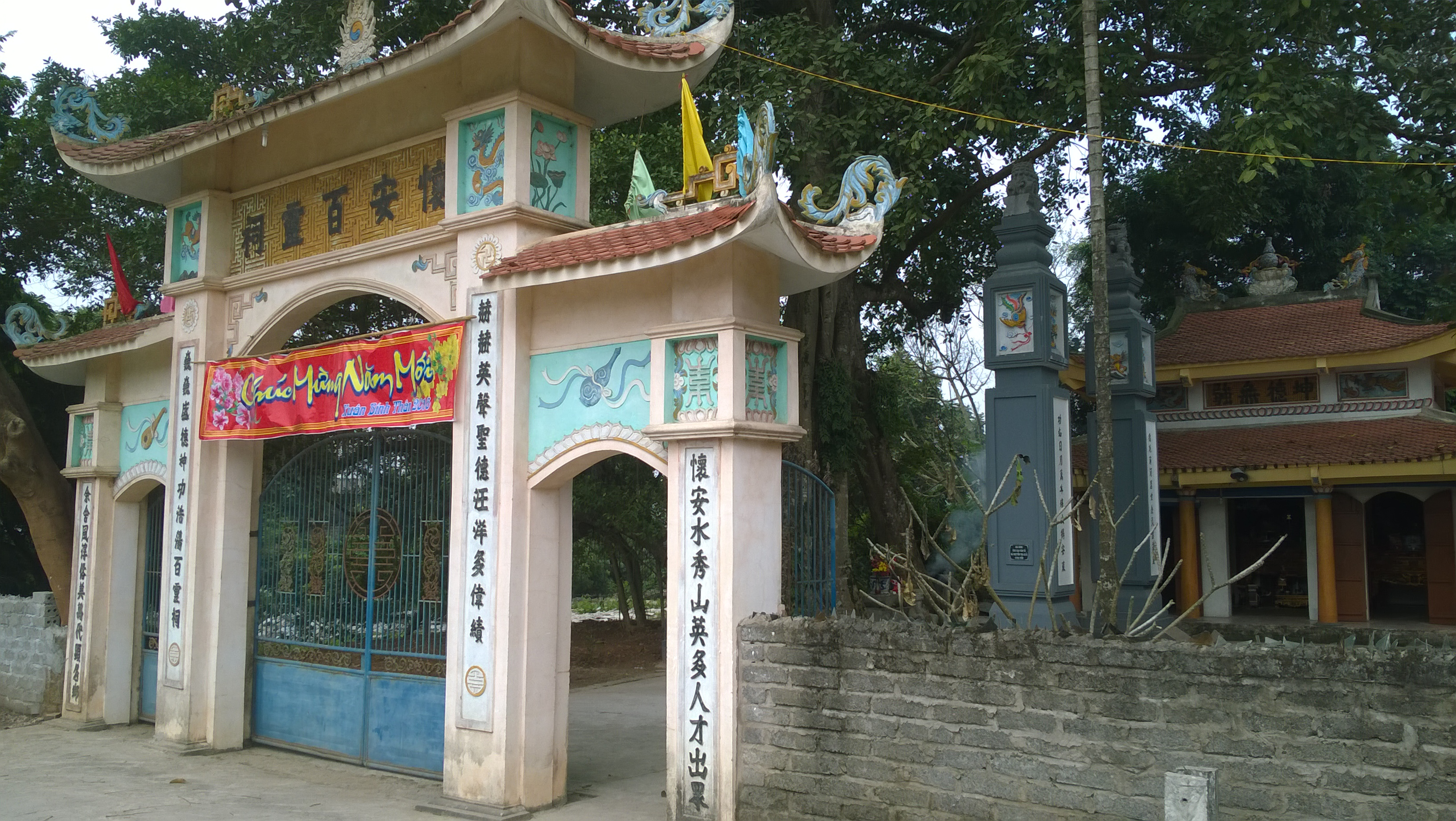
Đền Bách Linh ở Hòa Nam thờ Vua Đinh Tiên Hoàng và 100 danh nhân huyện Hoài An xưa

### Đền Bách Linh
Đền Bách Linh là một ngôi đền cổ nằm ở thôn Dư Xá Thượng, xã Hòa Nam, huyện Ứng Hòa, thành phố Hà Nội. Đền Bách Linh là nơi thờ 100 vị thần của 47 xã thuộc huyện Hoài An, phủ Ứng Thiên, trấn Sơn Nam Hạ trước đây. Tên của các vị thần được ghi trong bia đá cổ hiện lưu giữ tại đền. Trong số 100 vị thần thì 4 vị là có tượng thờ: Đinh Tiên Hoàng Đế, Thái Đường hoàng đế, Hữu Nghi Tu hoàng đế, Nội Nghi Nhị Vị quốc vương, những vị thần còn lại không có tượng và chỉ được thờ bài vị trong đền.
Theo các cụ cao niên thôn Dư Xá Thượng kể thì xưa kia Đinh Tiên Hoàng xuất quân từ Hoa Lư (Ninh Bình) đi qua các địa danh: chợ Vài, Ải, An Phú,… rồi mới ra tới Dư Xá Thượng tuyển quân trước khi đánh dẹp các sứ quân Đỗ Cảnh Thạc và Nguyễn Siêu. Khi tới thôn Dư Xá Thượng Vua đóng quân tại vị trí đền Bách Linh ngày nay và cho xây dựng đền. Mỗi năm tại ngôi đền này Vua đều tổ chức cầu mưa giúp dân làng chống hạn.
Dư Xá Thượng được nhiều người biết đến là vùng đất nổi danh về võ với võ phái Thiên Môn Đạo. Nơi đây còn để lại nhiều dấu tích vua Đinh Bộ Lĩnh luyện quân và ngôi đền Bách Linh ghi tên tuổi của tổ sư môn phái Thiên Môn Đạo. Nền tảng võ học của Thiên Môn Đạo khác biệt hoàn toàn với võ Tây Sơn Bình Định. Những bí kíp của nó có từ thời Đinh Bộ Lĩnh, lưu truyền trong dân gian và được dòng họ Nguyễn Khắc ở Dư Xá Thượng, xã Hoà Nam, Ứng Hoà, Hà Nội bảo lưu cho đến tận ngày nay.